# 16222 Доннандерсон
16222 Доннандерсон  (16222 Donnanderson) — астероїд головного поясу, відкритий 29 лютого 2000 року.
Тіссеранів параметр щодо Юпітера — 3,656.